# Verrucosa bartica
Verrucosa bartica Lise, Kesster & Silva, 2015 è un ragno appartenente alla famiglia Araneidae.

## Etimologia
Il nome della specie deriva dalla zona geografica guyanense di rinvenimento degli esemplari: il distretto di Bartica.

## Caratteristiche
L'olotipo maschile rinvenuto ha lunghezza totale è di 4,40mm; la lunghezza del cefalotorace è di 2,15mm; e la larghezza è di 1,90mm.

## Distribuzione
La specie è stata reperita nella Guyana centrosettentrionale: l'olotipo maschile è stato rinvenuto nei pressi di Kartabo, nel distretto di Bartica, appartenente alla regione Cuyuni-Mazaruni.

## Tassonomia
Al 2015 non sono note sottospecie e non sono stati esaminati nuovi esemplari.